# Eleição municipal de Petrolina em 2024
A eleição municipal da cidade brasileira de Petrolina ocorreu no dia 6 de outubro de 2024 (domingo), onde os 238.607 eleitores elegeram um prefeito, vice-prefeito e 24 vereadores para a administração da cidade, que se iniciou em 1° de janeiro de 2025 e terminará em 31 de dezembro de 2028.
O prefeito titular é Simão Durando, do União Brasil, eleito vice na chapa de Miguel Coelho em 2020 pelo DEM e que assumiu depois da renúncia do titular para disputar o governo de Pernambuco em 2022, sendo considerado apto para concorrer à reeleição.
O prefeito foi candidato e foi reeleito no primeiro turno. Nesse contexto, a população da cidade decidiu renovar e concretizar assim o terceiro mandato consecutivo do grupo político, atualmente liderado pelo ex-prefeito de Petrolina, Miguel Coelho.[carece de fontes?]
Um fato destacável é que o atual prefeito reeleito, Simão Durando Filho, não é membro da família Coelho, mas sempre foi homem de confiança, tendo iniciado seu trabalho com o avô de Miguel Coelho ainda na adolescência.[carece de fontes?]
Outro fato relevante nessa eleição é a transição de liderança do ex-senador Fernado Bezerra Coelho para seu filho, Miguel Coelho. Durante inserções na televisão, o ex-senador pediu votos em Simão Durando Filho, destacando a importância de uma vitória no primeiro turno para que Miguel Coelho possa pleitear a cadeira de senador por Pernambuco nas eleições gerais de 2026.[carece de fontes?]

## Calendário eleitoral
| Início        | Fim           | Atividades | Status    |
| ------------- | ------------- | --- | --------- |
| 7 de março    | 5 de abril    | Janela partidária para vereadores trocarem de partido visando concorrer às eleições sem perder o mandato. | Realizado |
| 6 de abril    | 6 de abril    | Data-limite para todas as legendas e federações partidárias obterem o registro dos estatutos no TSE e para todos os candidatos terem domicílio eleitoral na circunscrição em que desejam disputar as eleições com a filiação deferida pelo partido. | Realizado |
| 15 de maio    | 15 de maio    | Início da campanha de arrecadação prévia de recursos na modalidade de financiamento coletivo para pré-candidatos, sem realização de pedidos de voto e obedecendo a regras relativas à propaganda eleitoral na Internet.                             | Realizado |
| 20 de julho   | 5 de agosto   | Realização de convenções partidárias para deliberar sobre coligações e escolher candidatos às prefeituras e aos cargos de vereador. Os partidos têm até 15 de agosto para registrar os nomes na Justiça Eleitoral.                                  | Realizado |
| 16 de agosto  | 16 de agosto  | Início das campanhas eleitorais de forma igualitária, podendo qualquer publicidade ou manifestação com pedido explícito de voto antes da data ser considerada irregular e multada.                                                                  | Realizado |
| 30 de agosto  | 3 de outubro  | Veiculação da propaganda eleitoral gratuita no rádio e na televisão. | Realizado |
| 6 de outubro  | 6 de outubro  | Realização do primeiro turno das eleições municipais. | Realizado |
| 11 de outubro | 25 de outubro | Veiculação da propaganda eleitoral gratuita no rádio e na televisão para o segundo turno. | Realizado |
| 27 de outubro | 27 de outubro | Realização de um eventual segundo turno nas cidades com mais de 200 mil eleitores em que o candidato a prefeito mais votado não tenha atingido a metade mais um dos votos válidos.                                                                  | Realizado |

## Candidatos a Prefeito(a)
| Nº | Candidato              | Partido                         | Candidato a vice          | Cargos relevantes ou profissão                                                         | Coligação                                                                                             | Tempo no horário eleitoral |
| -- | ---------------------- | ------------------------------- | ------------------------- | -------------------------------------------------------------------------------------- | --- | -------------------------- |
| 13 | Odacy Amorim           | PT (FE Brasil)                  | Perpétua Rodrigues (PSOL) | Deputado estadual (2011–2023); Prefeito de Petrolina (2005–2007), Vereador (1993–2005) | "Petrolina da Esperança" (Fed. Brasil da Esperança e Federação PSOL REDE)                             | 1 minuto e 58 segundos     |
| 22 | Lara Cavalcanti        | PL                              | Professor Weliton (PL)    | Jornalista                                                                             | Partido não coligado                                                                                  | 2 minutos e 2 segundos     |
| 36 | Dr. Marcos Heridijânio | Agir                            | Vera da Mansueto (UP)     | Médico                                                                                 | Partido não coligado                                                                                  | Sem tempo                  |
| 44 | Simão Durando          | UNIÃO                           | Ricardo Coelho (UNIÃO)    | Prefeito de Petrolina (desde 2022); Vice-prefeito (2021–2022)                          | "Petrolina Seguindo em Frente" (UNIÃO, PODE, PDT, PSB, Avante, PRD, Solidariedade, DC e Republicanos) | 3 minutos e 3 segundos     |
| 45 | Júlio Lóssio           | PSDB (Federação PSDB Cidadania) | Elismar Gonçalves (PSDB)  | Prefeito de Petrolina (2009–2016)                                                      | "Pra Cuidar Melhor de Todos" (Federação PSDB Cidadania, MOBILIZA, PP, MDB e PSD)                      | 2 minutos e 56 segundos    |
| 80 | Maria Clara            | UP                              | Marcelo Pessoa (UP)       | Sindicalista                                                                           | Partido não coligado                                                                                  | Sem tempo                  |

## Resultados da eleição
O ícone  indica a reeleição.

### Prefeitos
| Candidato              | Candidato Vice         | 1º Turno 06 de outubro de 2024 | 1º Turno 06 de outubro de 2024 |
| Candidato              | Candidato Vice         | Votação                        | Votação                        |
| Candidato              | Candidato Vice         | Total                          | Porcentagem                    |
| ---------------------- | ---------------------- | ------------------------------ | ------------------------------ |
| Simão Durando Filho    | Ricardo Coelho         | 107.806                        | 59,16%                         |
| Dr. Júlio Lóssio       | Elismar Gonçalves      | 52.224                         | 28,66%                         |
| Lara Cavalcanti        | Professor Weliton      | 10.757                         | 5,90%                          |
| Odacy Amorim           | Perpétua Rodrigues     | 10.373                         | 5,69%                          |
| Dr Marcos              | Vera da Mansueto       | 606                            | 0,33%                          |
| Maria Clara            | Marcelo Pessoa         | 448                            | 0,25%                          |
| Total de votos válidos | Total de votos válidos | 182.214                        | 100%                           |
| Votos apurados         |                        |                                |                                |
| Votos Válidos          | Votos Válidos          | 182.214                        | 94,63%                         |
| Votos Brancos          | Votos Brancos          | 3.612                          | 1,88%                          |
| Votos Nulos            | Votos Nulos            | 6.737                          | 3,50%                          |
| Total votos Apurados   | Total votos Apurados   | 192.563                        | 100%                           |
| Eleitores              |                        |                                |                                |
| Comparecimento         | Comparecimento         | 192.563                        | 80,71%                         |
| Abstenções             | Abstenções             | 46.024                         | 19,29%                         |
| Total de eleitores     | Total de eleitores     | 238.587                        | 100%                           |
| Eleito(a)              |                        |                                |                                |

Fonte:TSE

### Vereadores eleitos

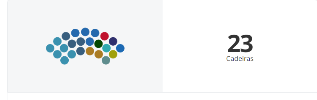
[https://g1.globo.com/pe/petrolina-regiao/eleicoes/2024/resultado-das-apuracoes/petrolina.ghtml Orgonograma distribuição

|     | Vereadores Eleitos       | Partido |
| --- | ------------------------ | ------- |
| 1°  | Manoel da Acosap         | UNIÃO   |
| 2°  | Wanderley Alves          | PDT     |
| 3°  | Gilberto Melo            | UNIÃO   |
| 4°  | Zenildo do Alto do Cocar | PDT     |
| 5°  | Aero Sim                 | PDT     |
| 6°  | Edilsão do Trânsito      | UNIÃO   |
| 7°  | Prof Gilmar Santos       | PT      |
| 8°  | Capitao Alencar          | PP      |
| 9°  | Ronaldo Silva            | PSDB    |
| 10° | Diogo Hoffmann           | UNIÃO   |
| 11° | Maria Elena              | UNIÃO   |
| 12° | Osório Siqueira          | REP     |
| 13° | Gaturiano Cigano         | PV      |
| 14° | Josivaldo Barros         | REP     |
| 15° | Ronaldo Cancão           | REP     |
| 16° | Major Enfermeiro         | PDT     |
| 17° | Marquinhos Amorim        | REP     |
| 18° | Rosarinha Coelho         | UNIÃO   |
| 19° | Gabriel Menezes          | PSD     |
| 20° | Roberto da Gráfica       | DC      |
| 21° | Claudia Ferreira         | DC      |
| 22° | Dhiego Serra             | PL      |
| 23° | Junior Gás               | AVANTE  |